# 伍璘
伍璘（1909年—？年），字瑜清，西康省會理縣人，民國37年（1948年）在西康省選區當選第一屆立法委員。

## 生平
- 民國32年（1943年），西康省第二屆臨時參議會參議員[2]
- 民國37年，當選立法委員，其夫馬玉泉為候補立法委員，曾出席第一屆立法院第一會期內政及地方自治委員會、教育文化委員會、邊政委員會。